# Spaccata

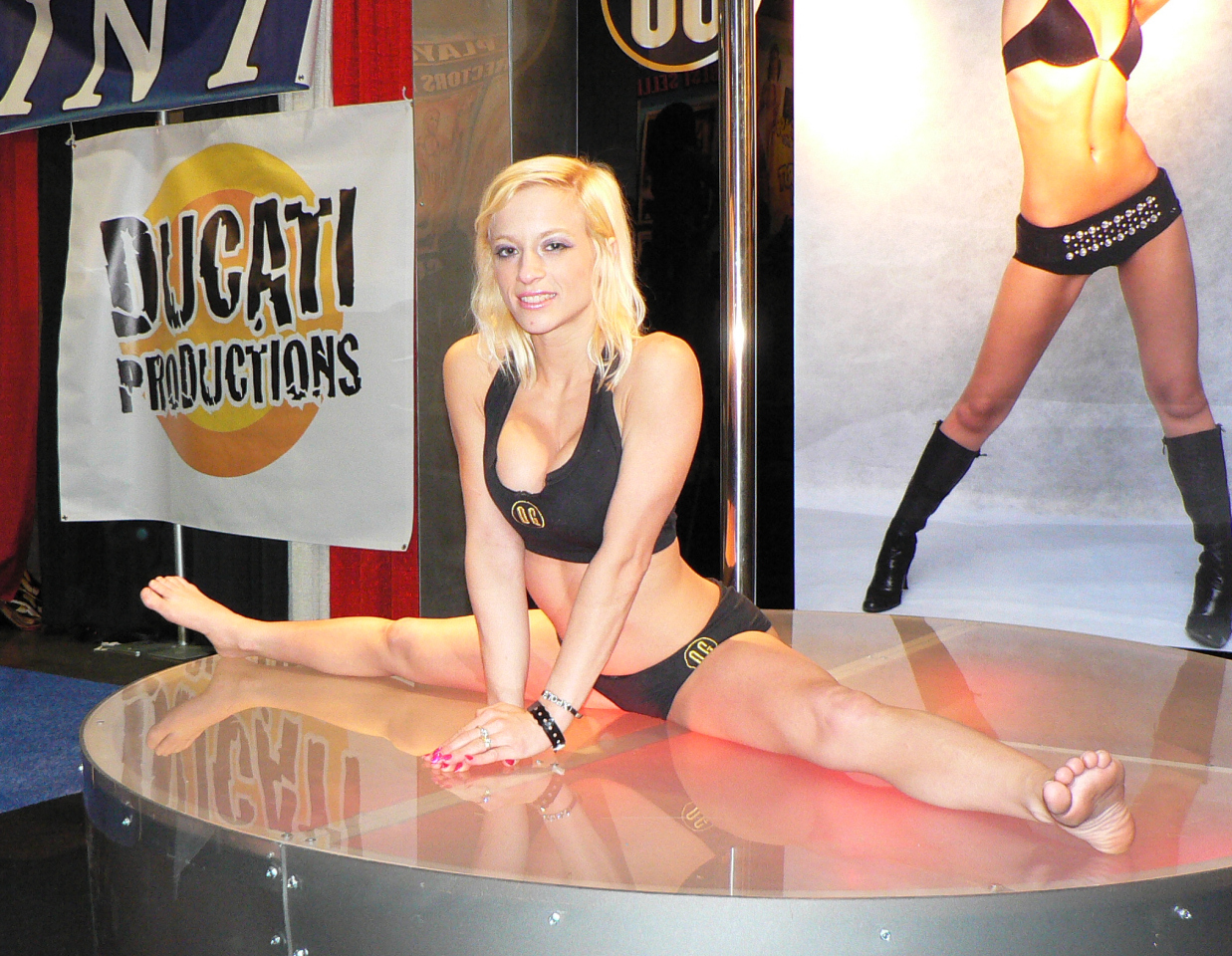
Spaccata frontale

La spaccata o staccata è una posizione assunta dal corpo umano in cui le gambe si trovano allineate in direzione opposta, formando idealmente un angolo di 180°. La sua esecuzione richiede, in particolare, una grande flessibilità di muscoli quali i flessori dell'anca, i quadricipiti e gli ischiocrurali.
Le spaccate vengono effettuate principalmente in attività atletiche come la ginnastica, la danza, le arti marziali, il nuoto sincronizzato e il pattinaggio artistico. Svolgono normalmente un ruolo coreografico oppure possono rientrare tra le abilità atletiche valutate nel corso di una competizione, mentre nel caso delle arti marziali sono funzionali al raggiungimento di una maggiore ampiezza dei calci. Le spaccate sono pure effettuate nello yoga (come nell'Hanumanasana, o posizione della scimmia). Infine, molto più semplicemente, possono anche rappresentare un metodo per effettuare lo stretching.

## Tipi di spaccata

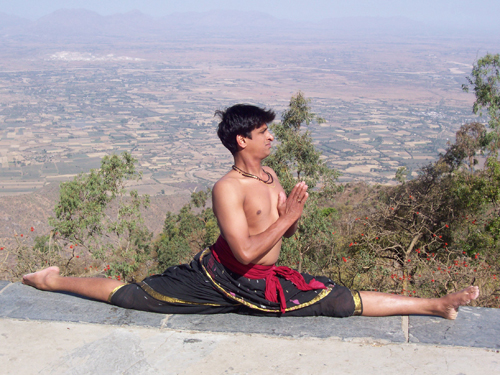
Spaccata sagittale

Sostanzialmente le spaccate possono suddividersi in tre comuni categorie: spaccate sagittali, frontali e spaccate verticali.
La spaccata frontale viene effettuata in posizione seduta (o in sospensione) divaricando gli arti fino a che la parte interna dei piedi non tocca il suolo. È richiesto un rilassamento degli adduttori e una grande apertura del bacino. Si noti che, a causa della loro forma dei fianchi, non tutte le persone possono essere in grado di eseguire correttamente questo genere di spaccata.
La spaccata sagittale, anch'essa eseguita in posizione seduta o in sospensione, prevede rispettivamente l'estensione di una gamba davanti al tronco mentre l'altra gamba viene allungata posteriormente. I muscoli principalmente coinvolti sono i quadricipiti, gli ischiocrurali e l'ileopsoas. La spaccata frontale propriamente detta vede portare la gamba posteriore a poggiare il collo del piede sul pavimento, mentre nella forma definita "aperta" è la parte interna del piede a essere in contatto con il pavimento. Quest'ultima forma coinvolge gruppi muscolari differenti e implica una diversa posizione assunta dal bacino.
La spaccata verticale viene invece eseguita in piedi, estendendo la gamba su cui non si staziona fino a far raggiungere al piede l'altezza della testa. La gamba, così come il busto, può estendersi dietro la schiena, frontalmente oppure lateralmente.

### Varianti

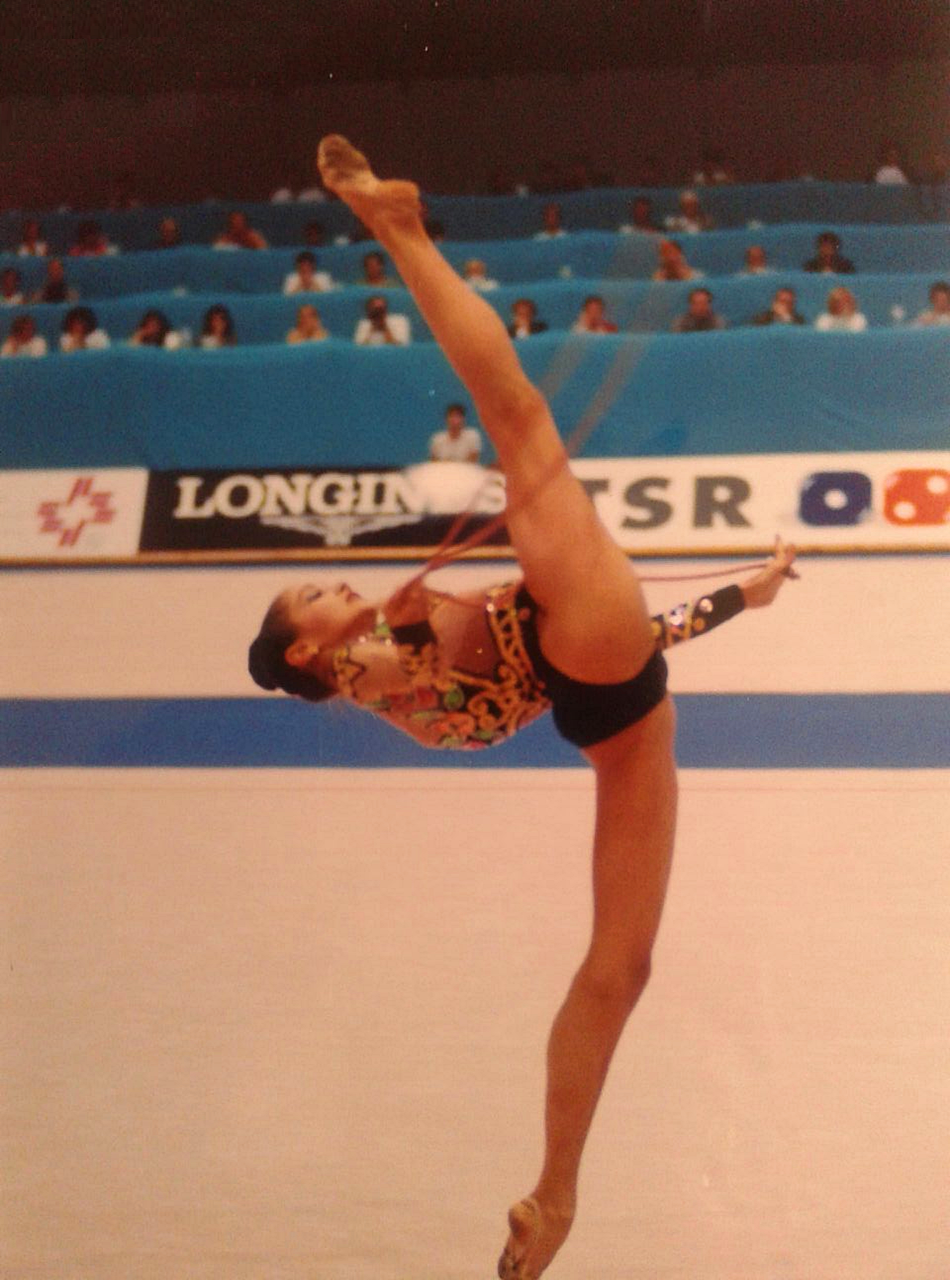
Spaccata verticale in relevé eseguita dalla ginnasta Irina Čaščina

Considerata l'ampia varietà di campi in cui può ricorrere una spaccata, esistono diversi adattamenti e varianti in relazione all'ambito in cui viene eseguito questo gesto atletico. Così, ad esempio, nella danza classica la spaccata si associa a una serie di salti. Nella ginnastica ritmica le spaccate sono parte integrante delle difficoltà corporee, tutte codificate, eseguibili in diverse varianti caratterizzate da differente valore di difficoltà. La spaccata, accompagnata da una specifica serie di movimenti e posizioni che caratterizzano un dato elemento, viene comunemente compiuta con il tronco sott'acqua nel nuoto sincronizzato.
Di seguito sono elencate le varianti più comuni.
- Mezza spaccata, eseguita estendendo solamente una gamba mentre l'altra resta piegata. Spesso precede l'apprendimento della spaccata vera e propria.
- Con il termine inglese oversplit si indica una normale spaccata eseguita però con le gambe che formano fra loro un angolo maggiore di 180°. I contorsionisti riescono a raggiungere posizioni più estreme.
- Grand jeté, termine francese derivante dalla danza classica e che indica una spaccata effettuata durante un salto, molto comune nel balletto e nella ginnastica.
- Arabesque penchée, arabesque con busto flesso avanti all'orizzontale e gambe portate a 180°.
- Tour plongé, movimento di rotazione su un piede durante una spaccata verticale con busto flesso (avanti, indietro o lateralmente).
- Spaccata in equilibrio sulle braccia, usata principalmente nella ginnastica artistica divaricando le gambe mentre si è in equilibrio sulle braccia a testa in giù.

## Preparazione fisica e infortuni
Come peraltro valido prima di iniziare ogni attività fisica, è necessario seguire un opportuno programma di riscaldamento prima di effettuare una spaccata, onde preparare muscoli e articolazioni al fine di ridurre il rischio di infortuni. Anche una serie mirata di esercizi di stretching risulta utile, predisponendo i muscoli coinvolti al loro allungamento e stiramento.
È opportuno agire con una certa gradualità, tenendo conto che una minima sensazione di dolore dovuta allo stiramento è del tutto fisiologica. Occorre invece fermarsi e non proseguire oltre qualora questo dolore diventi eccessivo. Al termine, una fase di defaticamento (ad esempio scuotendo i muscoli) può facilitare il rilassamento muscolare e il loro ritorno allo stato originario.
Il problema più comunemente legato alla continua esecuzione di un gesto come la spaccata consiste in danni riportati all'articolazione dell'anca. Evidenze scientifiche dimostrano la presenza di sublussazioni dell'anca nella maggior parte dei ballerini professionisti quando questi eseguono una spaccata. Coloro che praticano sport o attività che richiedono una certa flessibilità, come ballerini, ginnasti, pattinatori di figura e artisti marziali, presentano frequentemente una microinstabilità dell'anca lamentando spesso un profondo dolore inguinale.
Altri problemi che possono manifestarsi soventemente sono il dolore alle ginocchia e la possibilità di incorrere in strappi degli ischiocrurali.

## Cultura di massa
Molte persone non possiedono la flessibilità necessaria per eseguire una spaccata, e perciò questa posizione viene considerata generalmente scomoda e perfino dolorosa. A causa di questa opinione diffusa, le spaccate compaiono in sketch comici di intrattenimento dove personaggi goffi finiscono per farsi male.
L'attore Jean-Claude Van Damme, celebre per essere stato il protagonista di numerosi film d'azione, è ben noto per le sue spaccate. Nel 2013 ha realizzato uno spot pubblicitario per la Volvo dove esegue una spaccata mantenendosi sospeso con i piedi sugli specchietti retrovisori di due autocarri che procedono in retromarcia.

## Galleria d'immagini

Esecuzione di una spaccata frontale
Una ballerina esegue un salto con spaccata
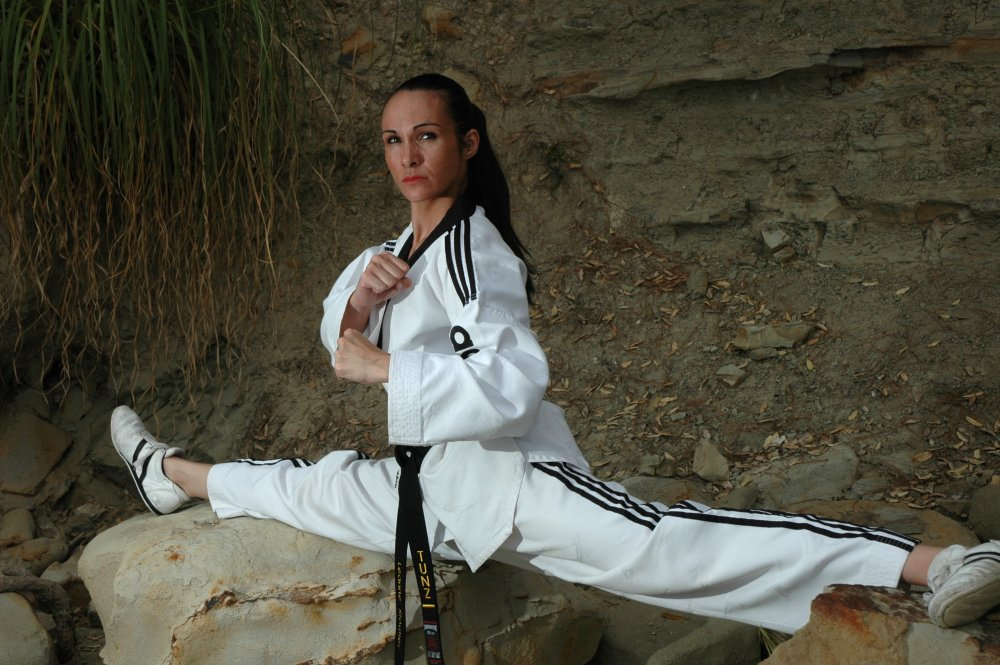
Spaccata in sospensione del taekwondo
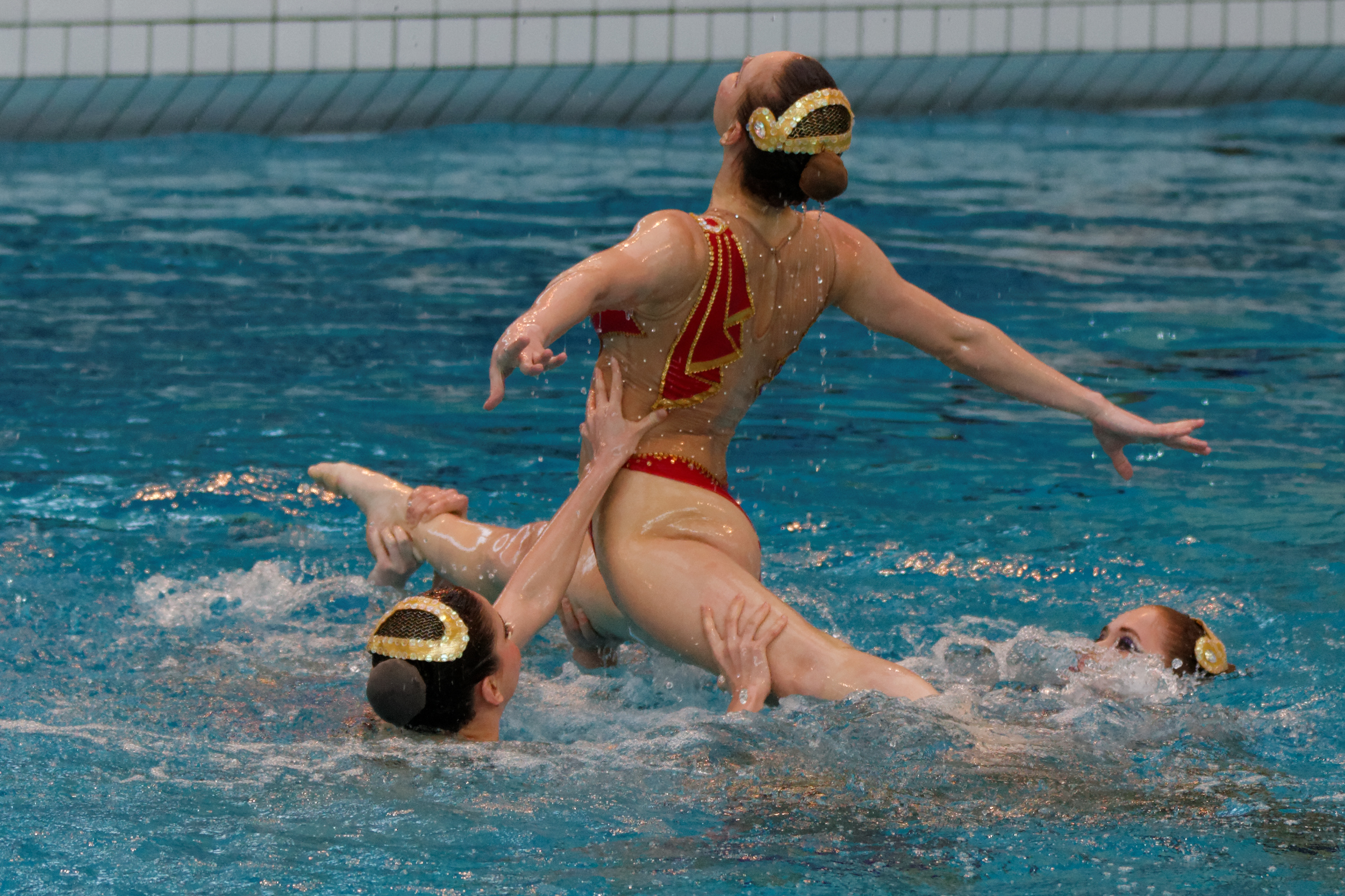
Sollevamento con spaccata durante una competizione a squadre di nuoto sincronizzato
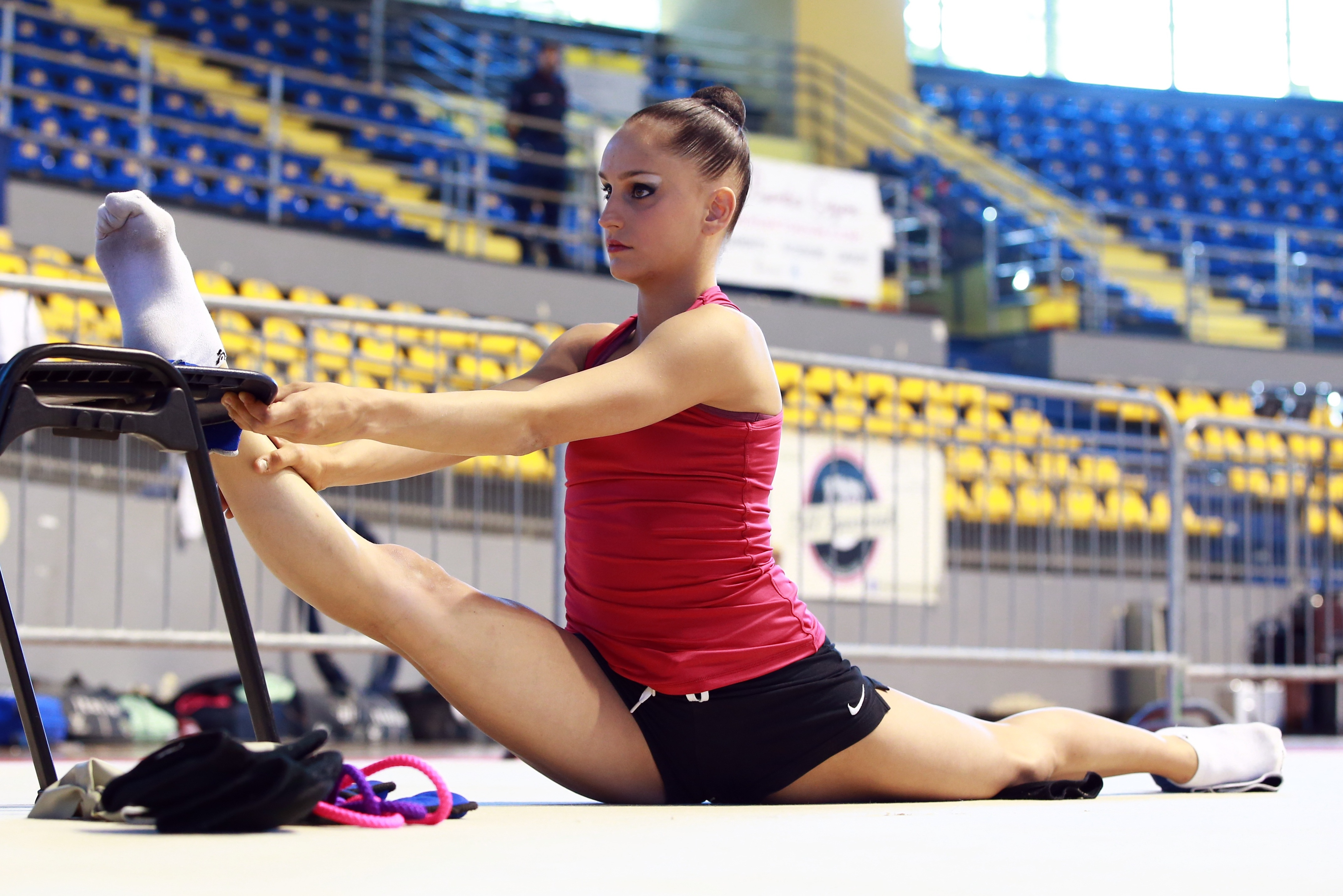
Oversplit della ginnasta Veronica Bertolini (spaccata con angolo superiore a 180°)
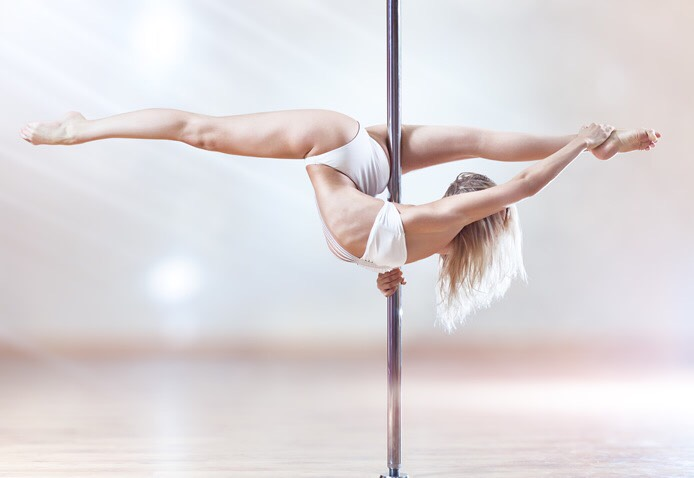
Spaccata nella pole dance
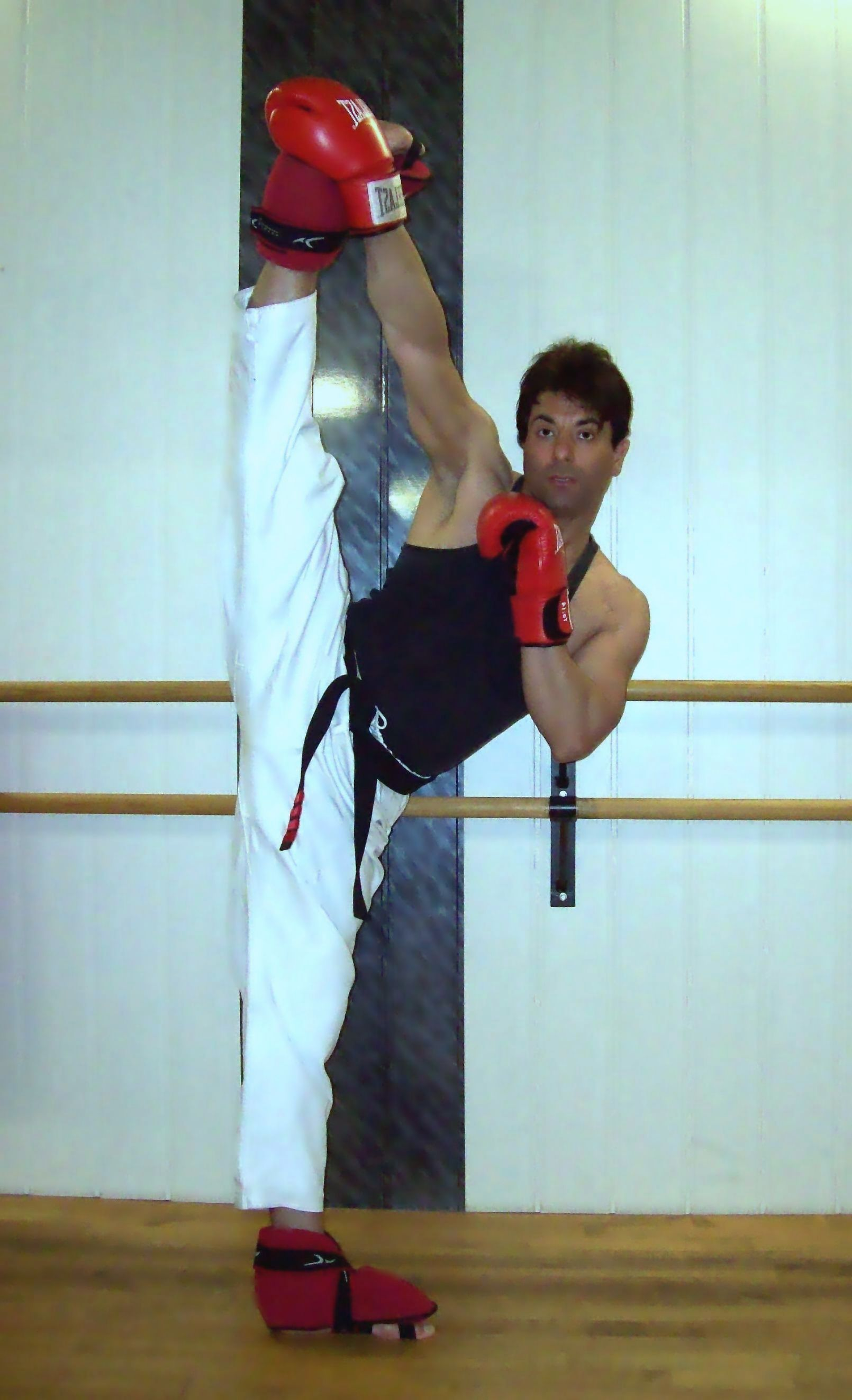
Spaccata verticale laterale
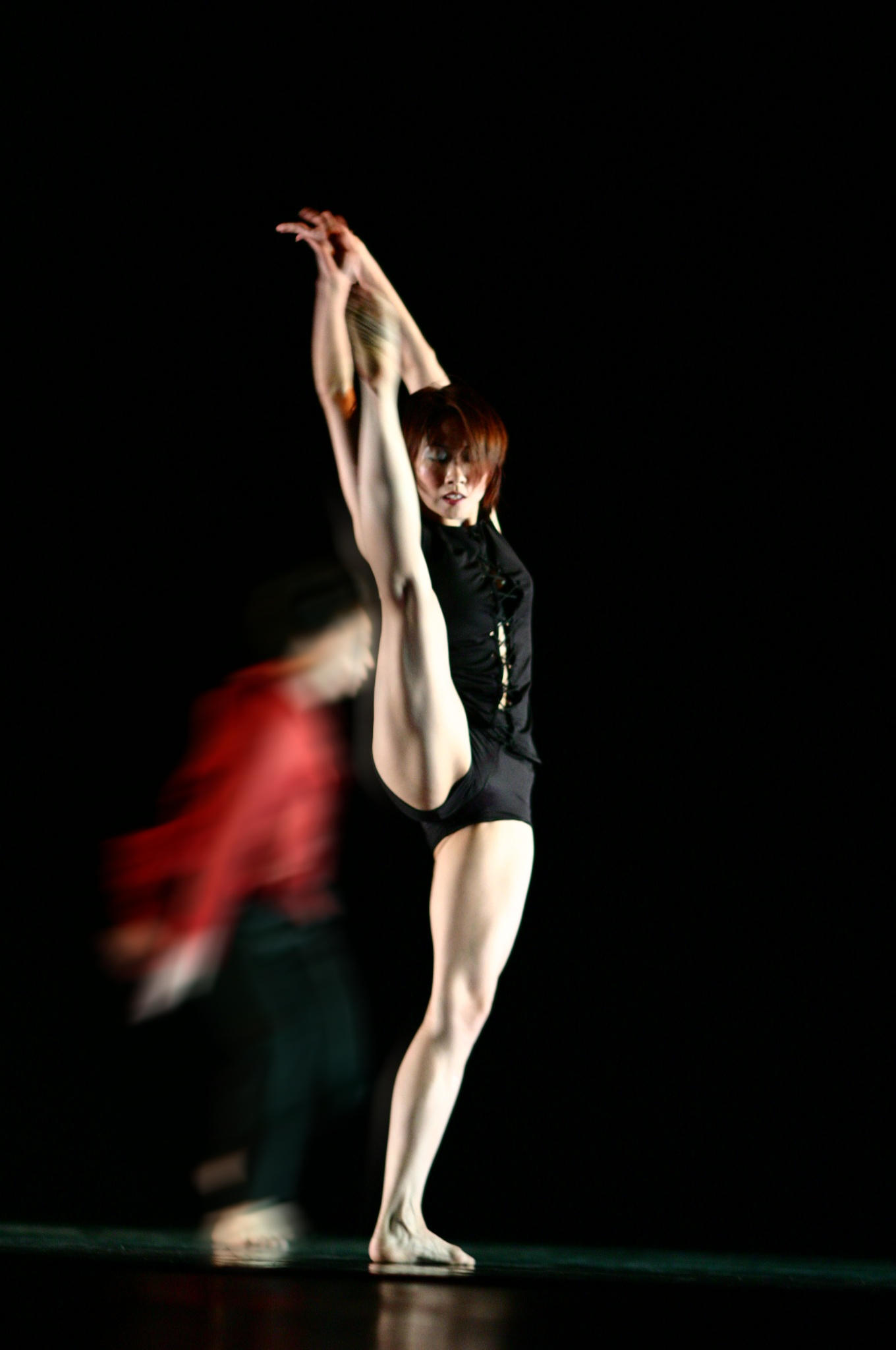
Spaccata verticale frontale
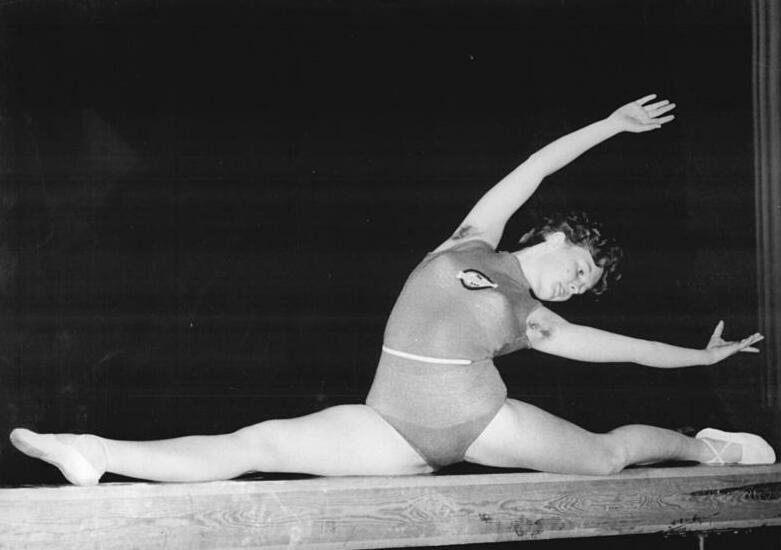
Spaccata sulla trave di equilibrio
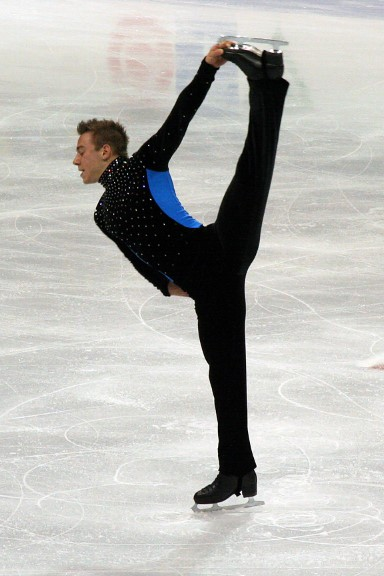
Spaccata verticale durante una trottola del pattinaggio artistico su ghiaccio
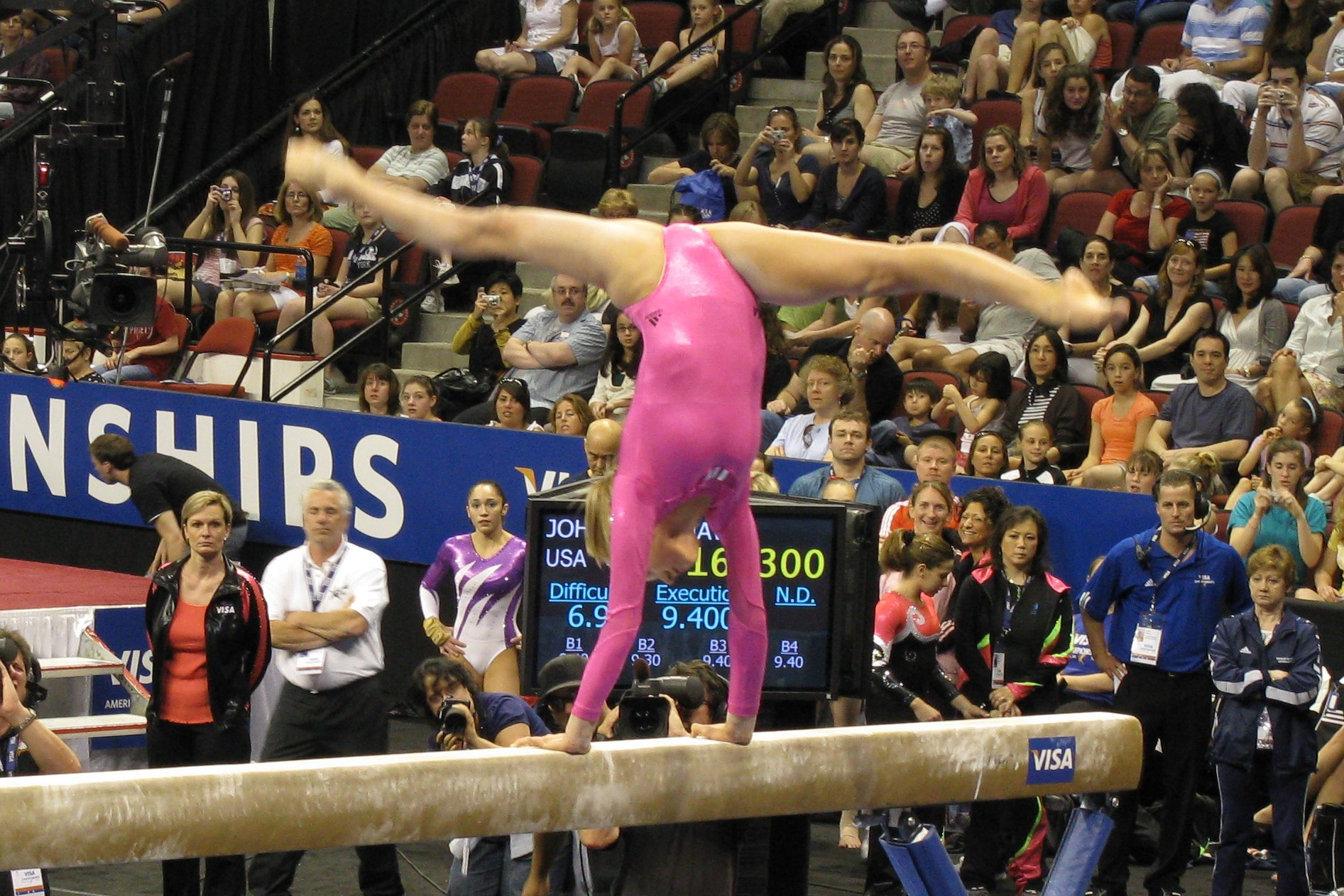
Nastia Liukin esegue una spaccata mantenendosi in equilibrio sulle braccia